# Peral (Cadaval)
Peral es una freguesia portuguesa del concelho de Cadaval, con 16,46 km² de superficie y 905 habitantes en 2011. Su densidad de población es de 58,1 hab/km².